# Gott erhalte Franz den Kaiser

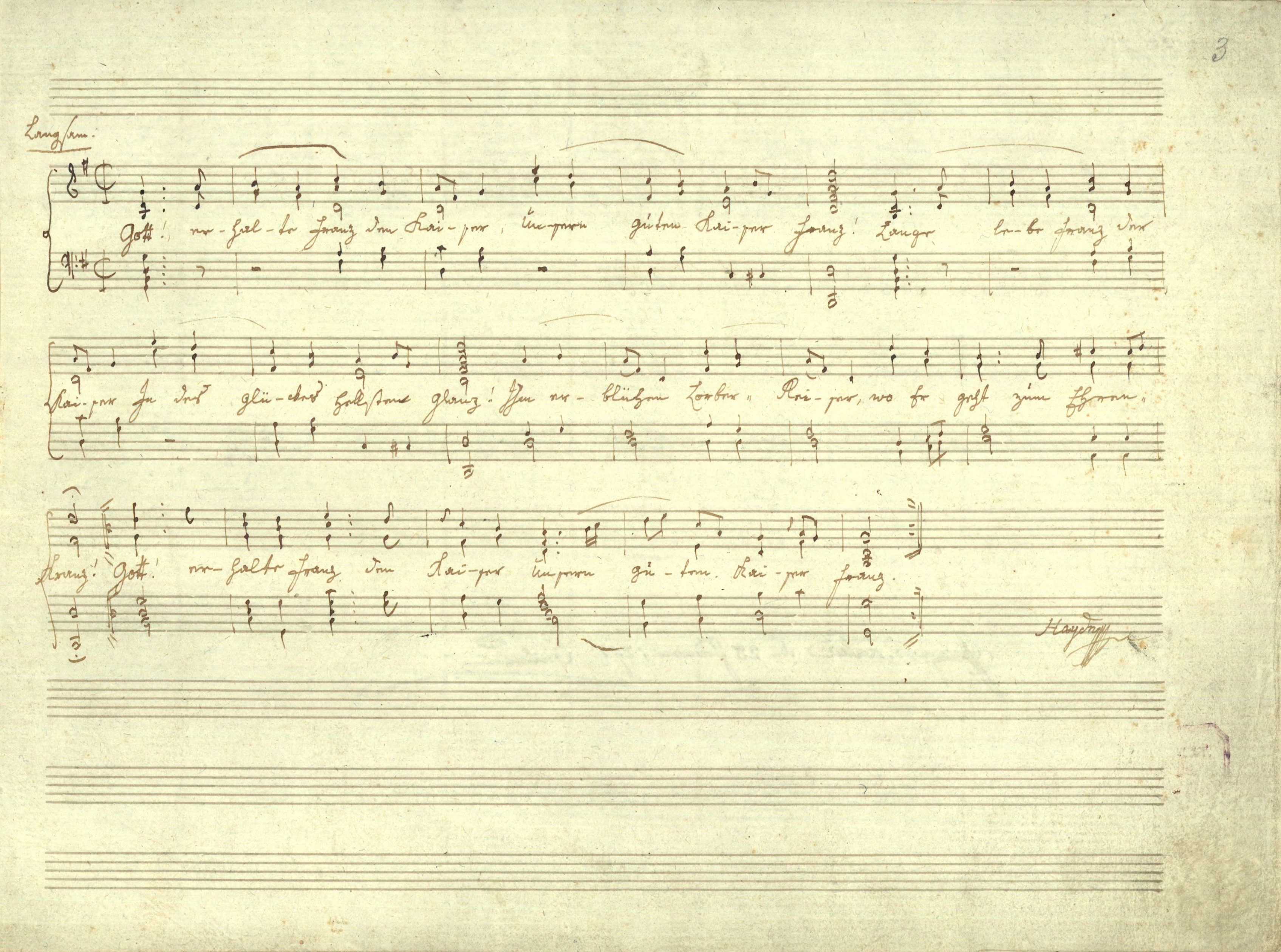
Partitură cu autograf (copie) a imnului imperial, compus de Joseph Haydn, Gott erhalte Franz den Kaiser

Imnul imperial austriac (în germană Österreichische Kaiserhymne, sau Volkshymne (Imnul poporului)) a fost, începând cu 1797, imnul Casei de Austria, iar din 1826 până în 1918 a fost imnul imperial oficial al Imperiului Austriac, care nu a mai cuprins Țările Coroanei Sfântului Ștefan începând cu 1867 (vezi Austro-Ungaria; în 1867-1918 a fost doar imnul Cisleithaniei). Imnul a avut întotdeauna o melodie compusă de compozitorul austriac Joseph Haydn, la comanda împăratului romano-german Francisc al II-lea (ulterior, împăratul austriac Francisc I), motiv pentru care imnul mai este cunoscut și după primul său vers: Gott, erhalte Franz den Kaiser (Doamne, păzește-l pe împăratul Francisc).
În Monarhia Habsburgică nu exista nici un imn național, așa cum nu existau nici imnuri regionale pentru diversele țări ale coroanei. Mai degrabă, textul imnului imperial era schimbat de fiecare împărat, astfel încât textul se schimba la fiecare schimbare a tronului. Versurile imnului au fost create de L.L. Haschka. Pe melodia fostului imn imperial austriac a fost cântat și poemul Lied der Deutschen, scris de August Heinrich Hoffmann von Fallersleben în 1841, a cărui a treia strofă este Imnul național german de astăzi.
| Prima strofă, în limba germană (versiunea din 1854) | Traducerea și adaptarea românească (de Andrei Mureșanu) |
| --- | --- |
| Gott erhalte, Gott beschütze Unsern Kaiser, unser Land ! Mächtig durch des Glaubens Stütze, Führt er uns mit weiser Hand ! Laßt uns seiner Väter Krone Schirmen wider jeden Feind ! \|: Innig bleibt mit Habsburgs Throne Österreichs Geschick vereint ! :\| | Doamne sânte, întăreșce Pră al nostru Împărat ! Să domnească ’nțelepțeșce Pe dreptate răzimat ! Părintescule-i coroane Credincios să-i aperăm: De-a Habsburgei ’nalte troane Soartea noastră s’o legăm ! |

1. ↑  https://clujulcultural.ro/ziua-imnului-amanunte-mai-putin-cunoscute-despre-anton-pann-si-andrei-muresanu/